# Il gioco dell'universo
Il gioco dell'universo è un libro di Dacia e Fosco Maraini che consiste di estratti dai diari e dagli appunti di Fosco, commentati dalla figlia Dacia.

## Storia
I primi due capitoli narrano il viaggio effettuato da Fosco Maraini in Tibet nel 1937 al seguito dello studioso di cultura tibetana Giuseppe Tucci, che determinò la scelta di Fosco di diventare antropologo. Queste esperienze sono all'origine del libro Segreto Tibet. Nonostante l'importanza del viaggio, gli appunti sono molto stringati ed essenziali.
Il terzo capitolo riguarda il rapporto con la religione. Pur non abbracciando alcuna fede determinata, Fosco rivela un interesse per la spiritualità ed il misticismo.
Riflette sulle due grandi famiglie religiose occidentale e orientale: quella giudaico-cristiana-musulmana e quella induista-giainista-buddista.
Alcuni appunti riguardano il periodo della sua vita trascorso in Giappone.
Inizialmente vi si era recato con una borsa di studio per una ricerca antropologica sugli Ainu dell'Hokkaidō.
Durante la seconda guerra mondiale, quando Maraini fu internato con la famiglia dal regime imperiale nipponico a Nagoya, per aver rifiutato il giuramento di fedeltà al regime repubblichino di Salò, Fosco si tagliò un dito e lo gettò in faccia ad una guardia per protesta contro le condizioni disumane. Solo così, con quell'atto altamente eloquente per la cultura giapponese, ottenne un lieve miglioramento che permise ai Maraini di sopravvivere.
Da un elenco di case trovato nei taccuini, Dacia ricostruisce in breve la storia della famiglia e alcuni eventi fondamentali della sua vita.

## Temi
Altri temi toccati sono l'alpinismo, un grande amore di Fosco. Narra anche del drammatico incidente occorso ad un amico tedesco, Birus, durante un'escursione sulle montagne del Giappone.
I molti amori del dongiovanni Fosco sono taciuti o solo accennati con pudore nei taccuini.
Il suo grande talento linguistico, altro interesse del padre della Maraini, unito ad una memoria prodigiosa, gli permetteva di imparare nuove lingue in brevissimo tempo. Essendo nato da madre inglese, fu poliglotta fin dall'infanzia.
La fascinazione per i suoni linguistici lo portò a inventare le poesie metasemantiche, o Fànfole, brevi componimenti in versi composti di parole inventate.

## Edizioni
- Il gioco dell'universo. Dialoghi immaginari tra un padre e una figlia, Collana Scrittori italiani e stranieri, Milano, Mondadori, 2007, ISBN 978-88-045-1218-9. - Collana Oscar Bestsellers n.1800, Mondadori, 2008, ISBN 978-88-045-7684-6.
- Il gioco dell'universo. Un padre, una figlia e il sogno della scrittura, Collana Oceani, Milano, La nave di Teseo, 2020, ISBN 978-88-346-0350-5.